# Vibi Crisp
Vibi Crisp (en llatí Vibius Crispus) va ser un orador romà.
Havia nascut a Vercelli i era molt ric i influent. Va ser contemporani de Quintilià que diu que els seus discursos eren molt notables pel seu estil agradable i elegant. Menciona amb preferència els que havia fet en casos civils per sobre dels que va dedicar a assumptes públics o estatals, i en va conservar alguns fragments. Vibi Crisp és mencionat també com un dels delators del seu temps.